# ماتياس غاستون كاسترو
ماتياس غاستون كاسترو (بالإسبانية: Matias Castro)‏ (18 ديسمبر 1991 بنيوكوين في الأرجنتين - ) لاعب كرة قدم أرجنتيني في مركز الهجوم. لعب مع أتلتيكو أتلانتا ونادي دانوبيو ويونيون دي سانتا في وComisión de Actividades Infantiles ‏ وClub El Porvenir ‏ ويونيون لا كاليرا وحاليا يلعب لنادي الوحدات الأردني

## وصلات خارجية
- ماتياس غاستون كاسترو على موقع قاعدة بيانات كرة القدم.إي يو (الإنجليزية)
- ماتياس غاستون كاسترو على موقع Soccerway.com (الإنجليزية)
- ماتياس غاستون كاسترو على موقع عالم كرة القدم.نت (الإنجليزية)
- ماتياس غاستون كاسترو على موقع AS.com (الإسبانية)